# Храм Вазнесења Господњег у Бањи Врућици
Храм Вазнесења Господњег у Бањи Врућици припада Епархији зворничко-тузланској Српске православне цркве. Црква се налази у Бањи Врућици код Теслића, Република Српска, Босна и Херцеговина. Парохију чине насеља: Бања Врућица, Доња Врућица, Стењак, Доња Врела,и Рудник. Ова парохија је до 1. јануара 2015. године носила назив Врућичка друга парохија, а тада је преименована у Бањаврућичку парохију. 
Храм је димензија 24,5х14,7 метара. Градња је почела 1998. године. Темеље је освештао 8. јуна 2000. године епископ зворничко-тузлански г. Василије. Пројекат је рађен у Пројектном бироу „Семберија-пројект“ из Бијељине. Храм живопишу од 2014. године Драган Живковић из Жировнице код Крагујевца, Бојан Живић-Милић из Београда и Радош Васић из Смедерева. Парох: Миро Ђукарић, протојереј-ставрофор.
Након преименовања парохије 2015. године воде се и засебне парохијске матичне књиге, а до тада су сви подаци уписивани у парохијске матичне књиге при храму Светих апостола Петра и Павла у Врућици.